# 雪丸萌
雪丸萌（1986年2月18日—）是日本漫畫家。茨城縣出生，血型B型，左撇子。興趣彈吉他，喜歡的歌手為BUMP OF CHICKEN與ELLEGARDEN，喜歡吃蝦子和生菜。未來夢想是「漫畫家兼有魅力的主婦」。

## 經歷
2006年榮獲集英社りぼん漫畫獎；同年以得獎作品「とっておきのうた」首次登場（刊登於2006年集英社『りぼん』11月號）。以前曾擔任過春田菜菜的助手。

## 作品列表
| 作品（中譯）   | 日文原名 | 收錄、回數、集數                               | 備註                       |
| 珍藏的愛歌     |          | 1話。刊於2006年集英社『りぼん』11月號。        | 處女作。                   |
| 對你的愛       |          | 1話。刊於2007年集英社『りぼん』1月號。         |                            |
| 等待春天的平台 |          | 1話。刊於2007年集英社『りぼん』4月號。         |                            |
| 奇拉奇拉冰凍   |          | 1話。刊於2007年集英社『りぼん』特別短篇。      |                            |
| SWEET16        |          | 1話。刊於2007年集英社『りぼん』7月號           | 第1本單行本。              |
| 我的流星王子   |          | 刊於2007年集英社『りぼん』10月~12月號。        |                            |
| 奔向無垷藍天   |          | 刊於2009年集英社『りぼん』秋季增刊號。         |                            |
| 無糖的甜吻     |          | 刊於2008年集英社『りぼん』                     | 於就在此刻愛上你單行本內。 |
| 就在此刻愛上你 |          | 5回。刊於2009年集英社『りぼん』7月~9月號       | 於就在此刻愛上你單行本內。 |
| 就愛公主病     |          | 刊於2009年集英社『りぼん』夏季特別號           | 於就在此刻愛上你單行本內。 |
| 小雞之戀       |          | 單行本全14集。刊於2009年集英社『りぼん』12月~  | 完結                       |
| 吹彩           |          | 單行本全4集。刊於2016年下半年集英社『りぼん』~ | 完結                       |

## 單行本
- SWEET16 (台灣2011年7月19日發行) (日本2007年9月14日發行)
- 我的流星王子 (台灣2011年6月9日發行) (日本2009年2月13日發行)
- 就在此刻愛上你 (台灣2011年5月12日發行) (日本2009年10月15日發行)

- 收錄於單行本的短篇，多是在Ribon增刊號的作品。